# Joëlle Boutin
Pour les articles homonymes, voir Boutin.
Joëlle Boutin, née le 2 octobre 1979 à Dolbeau, est une pilote d'avion, femme d'affaires et femme politique québécoise. 
De 2019 à 2023, elle est la députée à l'Assemblée nationale du Québec de la circonscription de Jean-Talon sous la bannière de la Coalition avenir Québec.

## Biographie
Née le 2 octobre 1979 à Dolbeau,, Joëlle Boutin est élue députée à l'Assemblée nationale du Québec de la circonscription de Jean-Talon lors de l'élection partielle du 2 décembre 2019 tenue à la suite de la démission de Sébastien Proulx.
Avant son élection, elle agit à titre de directrice de cabinet du ministre délégué à la Transformation numérique gouvernementale, Éric Caire. Elle œuvre également au sein du cabinet de relations publiques National de 2017 à 2018.
Elle est aussi cofondatrice et l’ancienne éditrice en chef de Femmes Alpha, une organisation qui vise à développer et promouvoir le leadership féminin, en plus d’avoir cofondé Atelier Ëdele, une entreprise d’import/export spécialisée dans la production de literies en coton biologique pour enfants. Elle s’implique activement en entrepreneuriat comme vice-présidente du conseil d’administration de l’Association des clubs entrepreneurs étudiants du Québec (ACEE) et comme ambassadrice de la cohorte politique du programme leadership féminin de la Chambre de commerce et d’industrie de Québec (CCIQ).
Elle débute en tant que pilote d'avion chez Pascan et Propair. 
En plus de sa licence de pilote, Joëlle Boutin complète un baccalauréat intégré en économie et politique à l'Université Laval en 2006 avant de parfaire sa formation pédagogique en décrochant une maîtrise en administration et politiques publiques internationales à l'Université Concordia en 2010.
Le 19 juillet 2023, elle annonce sa démission de son poste de députée pour le 31 juillet suivant. Elle quitte la vie politique pour un emploi dans le privé à la firme de services-conseils Levio,.

## Vie personnelle
Joëlle Boutin est mère de deux enfants.

## Résultats électoraux
|                                                                                               | Nom                      | Parti              | Nombre de voix | %      | Maj.  |
| --------------------------------------------------------------------------------------------- | ------------------------ | ------------------ | -------------- | ------ | ----- |
|                                                                                               | Joëlle Boutin (sortante) | Coalition avenir   | 11 105         | 32,5 % | 2 988 |
|                                                                                               | Olivier Bolduc           | Québec solidaire   | 8 117          | 23,8 % | -     |
|                                                                                               | Gabriel Coulombe         | Parti québécois    | 6 386          | 18,7 % | -     |
|                                                                                               | Julie White              | Libéral            | 4 616          | 13,5 % | -     |
|                                                                                               | Sébastien Clavet         | Conservateur       | 3 541          | 10,4 % | -     |
|                                                                                               | Alexandre Dallaire       | Vert               | 262            | 0,8 %  | -     |
|                                                                                               | Julien Cardinal          | Climat Québec      | 93             | 0,3 %  | -     |
|                                                                                               | Stéphane Pouleur         | Équipe autonomiste | 44             | 0,1 %  | -     |
| Total                                                                                         | Total                    | Total              | 34 164         | 100 %  |       |
| Le taux de participation lors de l'élection était de 73,9 % et 337 bulletins ont été rejetés. |                          |                    |                |        |       |

|                                                                                               | Nom              | Parti                               | Nombre de voix | %      | Maj.  |
| --------------------------------------------------------------------------------------------- | ---------------- | ----------------------------------- | -------------- | ------ | ----- |
|                                                                                               | Joëlle Boutin    | Coalition avenir                    | 9 950          | 43,4 % | 4 208 |
|                                                                                               | Gertrude Bourdon | Libéral                             | 5 742          | 25 %   | -     |
|                                                                                               | Olivier Bolduc   | Québec solidaire                    | 3 888          | 17 %   | -     |
|                                                                                               | Sylvain Barrette | Parti québécois                     | 2 137          | 9,3 %  | -     |
|                                                                                               | Emilie Coulombe  | Vert                                | 640            | 2,8 %  | -     |
|                                                                                               | Éric Barnabé     | Conservateur                        | 233            | 1 %    | -     |
|                                                                                               | Ali Dahan        | Indépendant                         | 206            | 0,9 %  | -     |
|                                                                                               | Stéphane Blais   | Citoyens au pouvoir                 | 85             | 0,4 %  | -     |
|                                                                                               | Michel Blondin   | Parti pour l'indépendance du Québec | 32             | 0,1 %  | -     |
|                                                                                               | Stéphane Pouleur | Équipe autonomiste                  | 23             | 0,1 %  | -     |
| Total                                                                                         | Total            | Total                               | 22 936         | 100 %  |       |
| Le taux de participation lors de l'élection était de 49,2 % et 109 bulletins ont été rejetés. |                  |                                     |                |        |       |

|                                                                                               | Nom                        | Parti              | Nombre de voix | %      | Maj.  |
| --------------------------------------------------------------------------------------------- | -------------------------- | ------------------ | -------------- | ------ | ----- |
|                                                                                               | Sébastien Proulx (sortant) | Libéral            | 11 069         | 32,6 % | 1 363 |
|                                                                                               | Joëlle Boutin              | Coalition avenir   | 9 706          | 28,6 % | -     |
|                                                                                               | Patrick Provost            | Québec solidaire   | 6 515          | 19,2 % | -     |
|                                                                                               | Sylvain Barrette           | Parti québécois    | 4 912          | 14,5 % | -     |
|                                                                                               | Carl Bérubé                | Conservateur       | 620            | 1,8 %  | -     |
|                                                                                               | Macarena Diab              | Vert               | 610            | 1,8 %  | -     |
|                                                                                               | Ali Dahan                  | Indépendant        | 236            | 0,7 %  | -     |
|                                                                                               | Hamid Nadji                | NPD Québec         | 197            | 0,6 %  | -     |
|                                                                                               | Stéphane Pouleur           | Équipe autonomiste | 64             | 0,2 %  | -     |
|                                                                                               | Ginette Boutet             | Marxiste-léniniste | 46             | 0,1 %  | -     |
| Total                                                                                         | Total                      | Total              | 33 975         | 100 %  |       |
| Le taux de participation lors de l'élection était de 75,2 % et 405 bulletins ont été rejetés. |                            |                    |                |        |       |